# Швейцарський армійський ніж

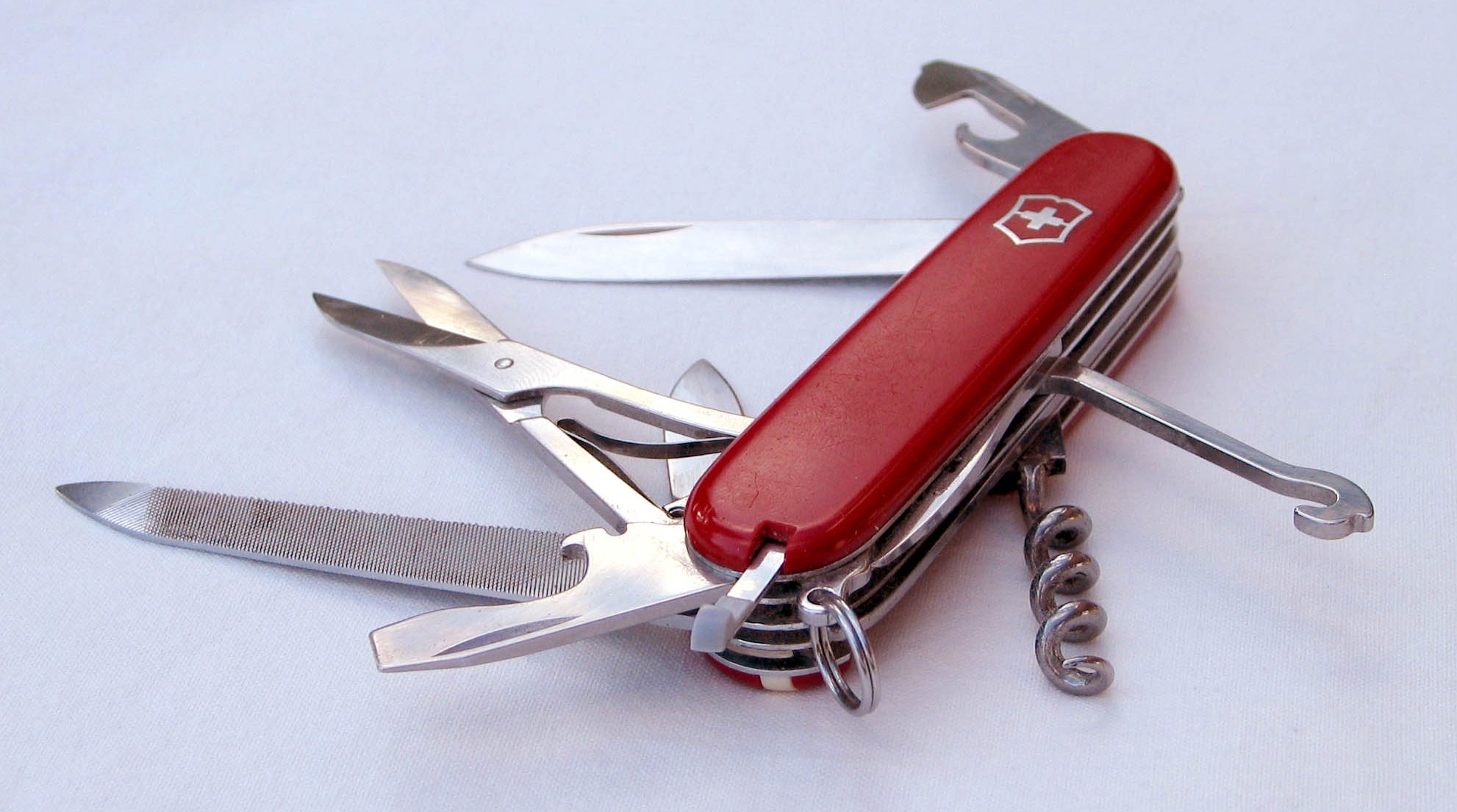
Швейцарський армійський ніж Victorinox

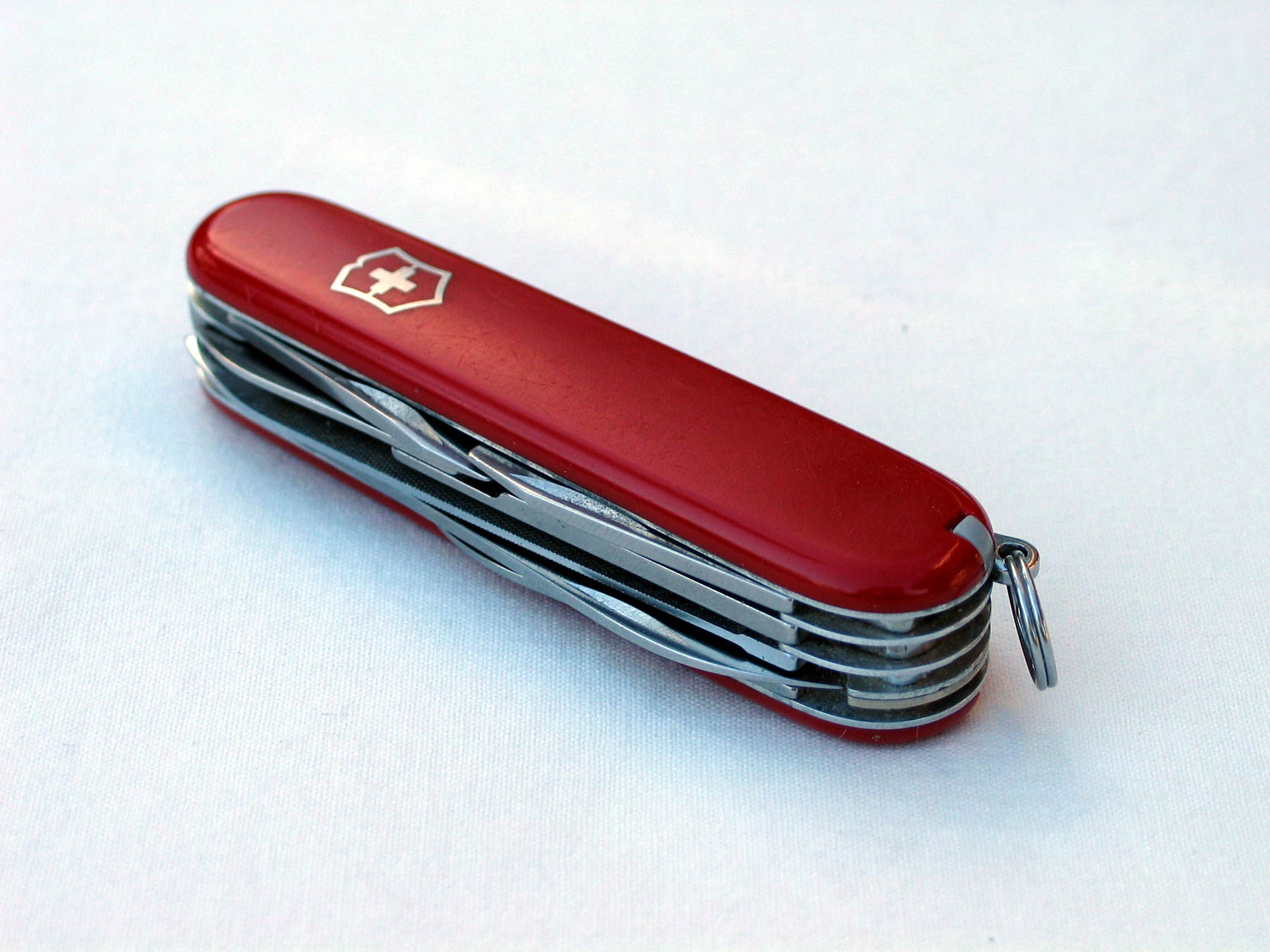

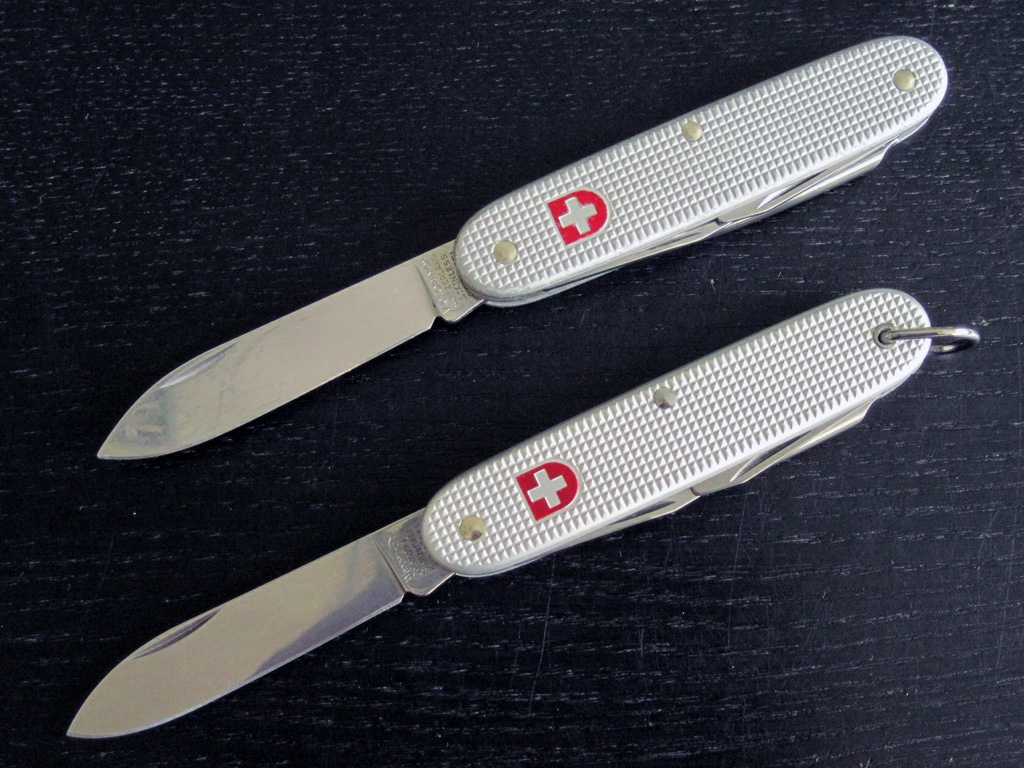
Швейцарські армійські ножі, модель 1961 р модифікації 1994 р.: Victorinox 0.8610.26 і Wenger 1.70.01

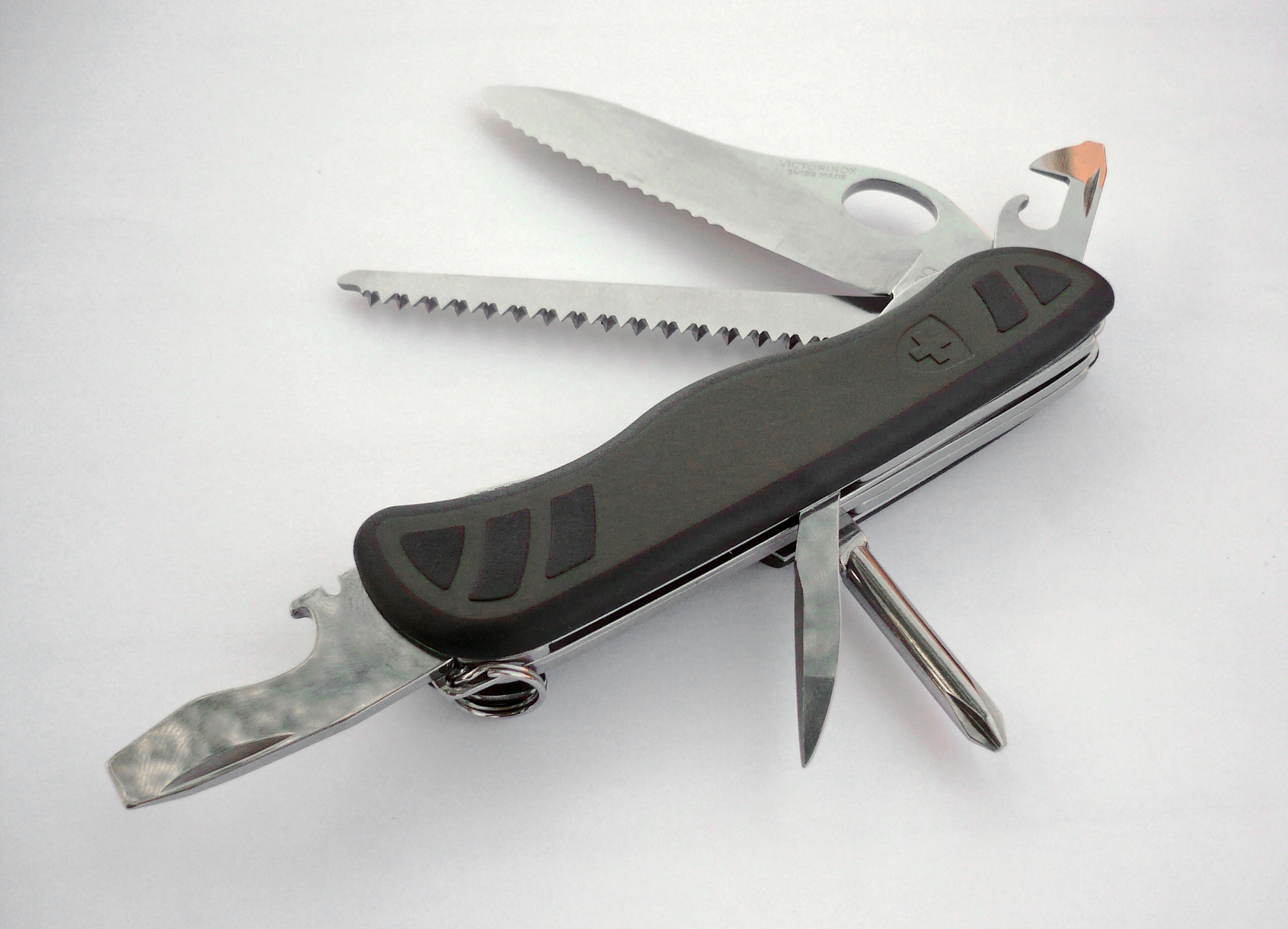
Швейцарський армійський ніж Victorinox 0.8461.MWCH. Модель 2008 року

Швейцарський армійський ніж — багатофункціональний складаний ніж, оснащений клинком та декількома додатковими інструментами, такими як викрутки, відкривачки, штопор тощо.
В неробочому положенні інструменти знаходяться всередині руків'я ножа і приводяться в робоче положення обертанням навколо внутрішнього шарніра. Руків'я, як правило, традиційно зроблене з пластиковими накладками червоного кольору. Модель ножа, що поставляється у швейцарську армію до 2009 р, має руків'я з алюмінієвого сплаву, із зображенням хреста і щита, що символізує герб Швейцарії.
Хоча ніж має назву армійського, він використовувався в швейцарській армії не як зброя, а скоріше як підсобний інструмент.
В інших країнах також випускаються ножі зі схожою функціональністю та схожим зовнішнім виглядом.

## Пристосування
- Штопор

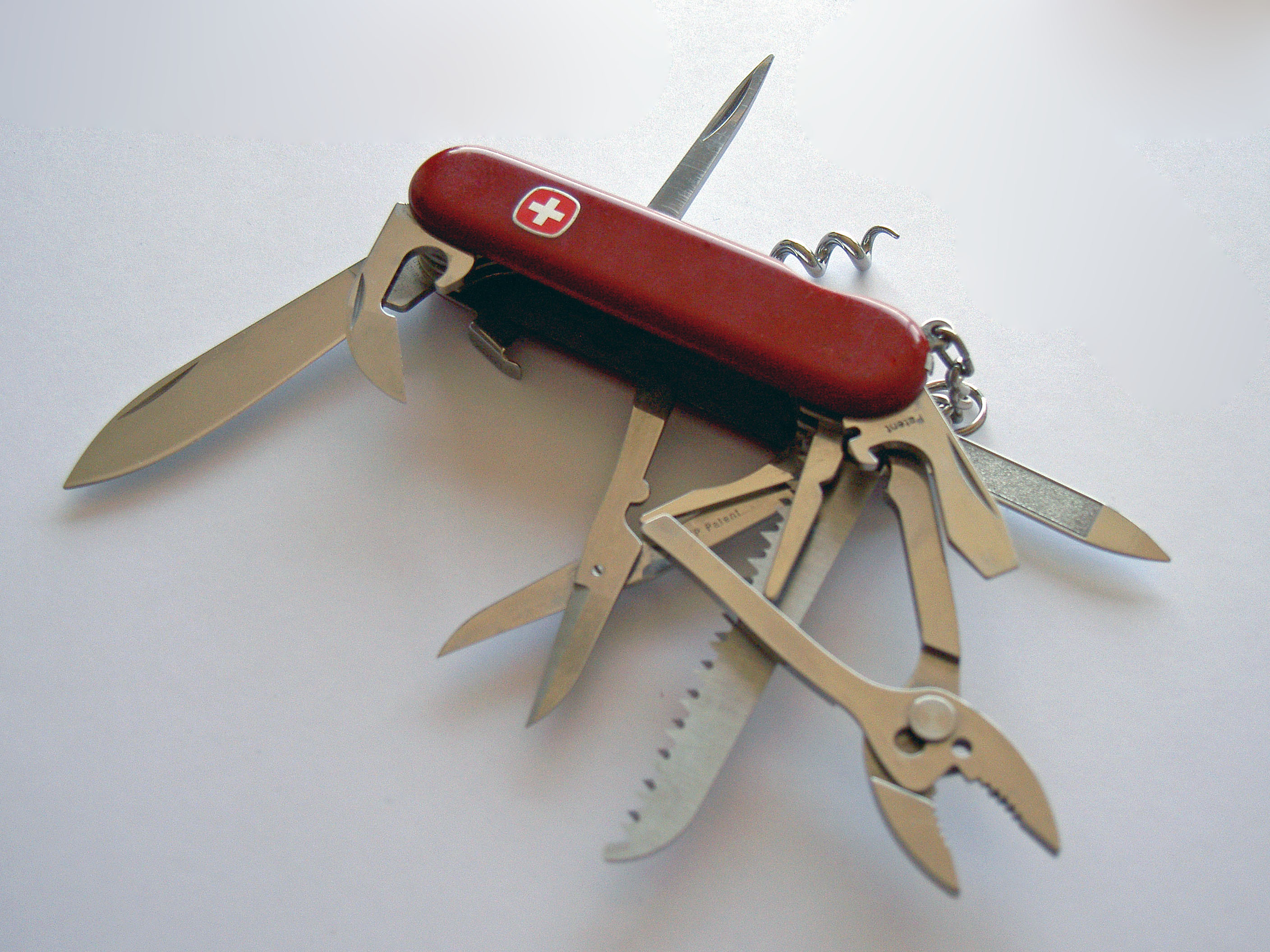
Швейцарський армійський ніж Wenger

- Відкривачка для пробок скляних пляшок
- Консервний ніж
- Велика плоска і/або хрестова викрутка
- Ножиці
- Велике шило
- Пилка по дереву
- Універсальний гачок
- Кільце для ключів
- Пінцет
- Зубочистка
- Мала годинникова викрутка
- Напилок
- Пасатижі

В сучасні ножі можуть також бути вбудовані:
- Карта флеш-пам'яті з інтерфейсом USB
- Електронний рідкокристалічний годинник
- Електронний альтиметр
- Світлодіод
- Лазерна указка
- Цифровий MP3 — плеєр

## Історія

### Походження

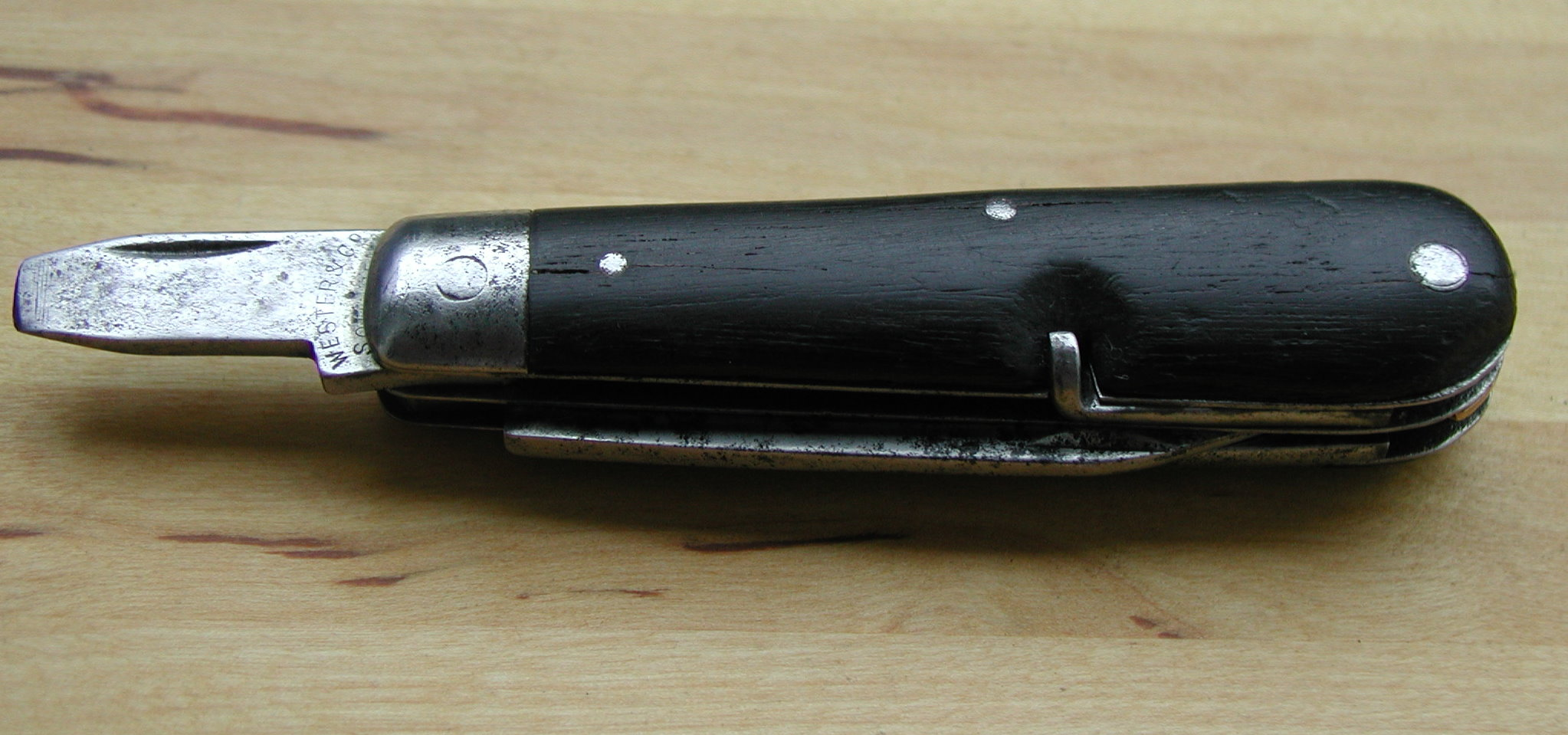
Перший швейцарський армійський ніж. 1891 рік

У 1890-х роках Карл Елзенер, власник компанії з виробництва хірургічного обладнання, почав виробляти «солдатський ніж», попередник сучасного швейцарського ножа. Він поєднував кишеньковий складаний ніж і викрутку, яка стала необхідна швейцарському солдату разом з прийняттям на озброєння швейцарської армії нової гвинтівки Schmidt-Rubin M1889, яка вимагала викрутку для розбирання. Перший подібний ніж мав дерев'яне руків'я і був оснащений клинком, викруткою, відкривачкою для консервів та шилом, і цей ніж був закуплений швейцарською армією.
У 1896 році Елзенер створив ніж, у якого з кожного боку було по клинку. Спеціальний пружинний механізм утримував їх, при цьому одна і та ж пружина підтримувала обидва клинки, що було нововведенням на той час. Подібний пристрій дозволив подвоїти кількість інструментів. Елзенер, крім другого клинка, додав штопор.
12 червня 1897 Елзенер запатентував свій новий пристрій.

### Victorinox і Wenger
Компанія Елзенера «Victorinox» була основним гравцем на ринку до 1893 року, коли друга швейцарська компанія з виробництва ножових виробів Paul Boechat & Cie зі штаб-квартирою в Делемоні у франкомовному кантоні Юра, почала продавати подібний продукт.
Цю компанію пізніше купив Теодор Венгер, який став її головним керуючим, і пізніше її перейменовано на Wenger Company.
У 1908 уряд Швейцарії розділив контракт порівну між Victorinox і Wenger, кожна з яких отримала половину поставлених замовлень.
За взаємною згодою Wenger рекламувалася як справжній швейцарський армійський ніж, а Victorinox використовувала слоган оригінальний швейцарський армійський ніж.
26 квітня 2005 року компанія Victorinox придбала Wenger і знову стала єдиним постачальником ножів швейцарської армії, але бренди тимчасово залишилися окремими.
З 2014 року випуск ножів Wenger був припинений.